# 2MASS J14353572-0043471
2MASS J14353572-0043471 ist ein Brauner Zwerg der Spektralklasse T6 im Sternbild Jungfrau. Die Eigenbewegung des Objekts beträgt 0,11 Bogensekunden pro Jahr. Es wurde 2002 von Suzanne L. Hawley et al. entdeckt.